# 7,62×54mmR
O 7,62×54mmR é um cartucho de fogo central metálico de rifle com aro desenvolvido pelo Império Russo e introduzido como cartucho de serviço em 1891. Originalmente projetado para o rifle Mosin-Nagant por ação de ferrolho, foi usado durante o final da era da Rússia Czarista e durante todo o período soviético até os dias de hoje.

## Antecedentes
O 7,62×54mmR é o segundo cartucho de combate regular mais antigo ainda em serviço com várias das principais forças armadas do mundo. É o segundo em relação ao .303 British que entrou no serviço militar em 1889 e ainda permanecem em serviço, principalmente em alguns países da Commonwealth ao redor do mundo. Em 2011, o cartucho atingiu 120 anos de serviço. Em dezembro de 2013, o 7,62×54mmR é usado principalmente em rifles de Marksman/sniper, como os rifles Dragunov, SV-98 e outros rifles de precisão, bem como em algumas metralhadoras modernas de uso geral, como a metralhadora PKM e a Pecheneg. É também um dos poucos (junto com o .22 Hornet, o .30-30 Winchester e o .303 British) cartuchos de fogo central com gargalo e ainda em uso comum hoje. A maioria dos cartuchos com bordas estranguladas do final das décadas 1880 e 1890 caiu em desuso no final da Primeira Guerra Mundial.
O cartucho .30-06 Springfield (7,62×63 mm), com sua maior pressão de serviço e capacidade do estojo, superará o desempenho do 7,62×54mmR quando canos de teste do mesmo comprimento são usados, embora isso seja muito incomum como armas de fogo .30-06 Springfield são geralmente vendidos com canos muito mais curtos do que armas de fogo para o 7,62×54mmR. Comumente disponíveis 7,62×54mmR 150 gr (9,7 g) cronógrafos de munição comercial em torno de 3.000 pés/s (914 m/s) do cano típico do Mosin-Nagant (29"), enquanto o mais pesado 180 gr (11,7 g) gera no cronógrafo a velocidade de 2.700 pés/s (823 m/s). Isso é idêntico ao desempenho do .30-06 Springfield de um cano de 24" e ligeiramente melhor do que o desempenho do .30-06 Springfield de um cano de 22".
O 7,62×54mmR originalmente usava uma bala jaquetada de metal (FMJ) de ponta redondo de 13,7 g (210 grãos) "Jager". O projétil foi substituído em 1908 pela bala spitzer de 9,61 gramas (148,3 gr) (гкая Пуля (Lyogkaya pulya, "Bala Leve"), cujo projeto básico permaneceu até o presente. O Lyogkaya pulya, ou "L" -bullet, tinha um coeficiente balístico (G1 BC) de aproximadamente 0,338 e (G7 BC) de aproximadamente 0,185.

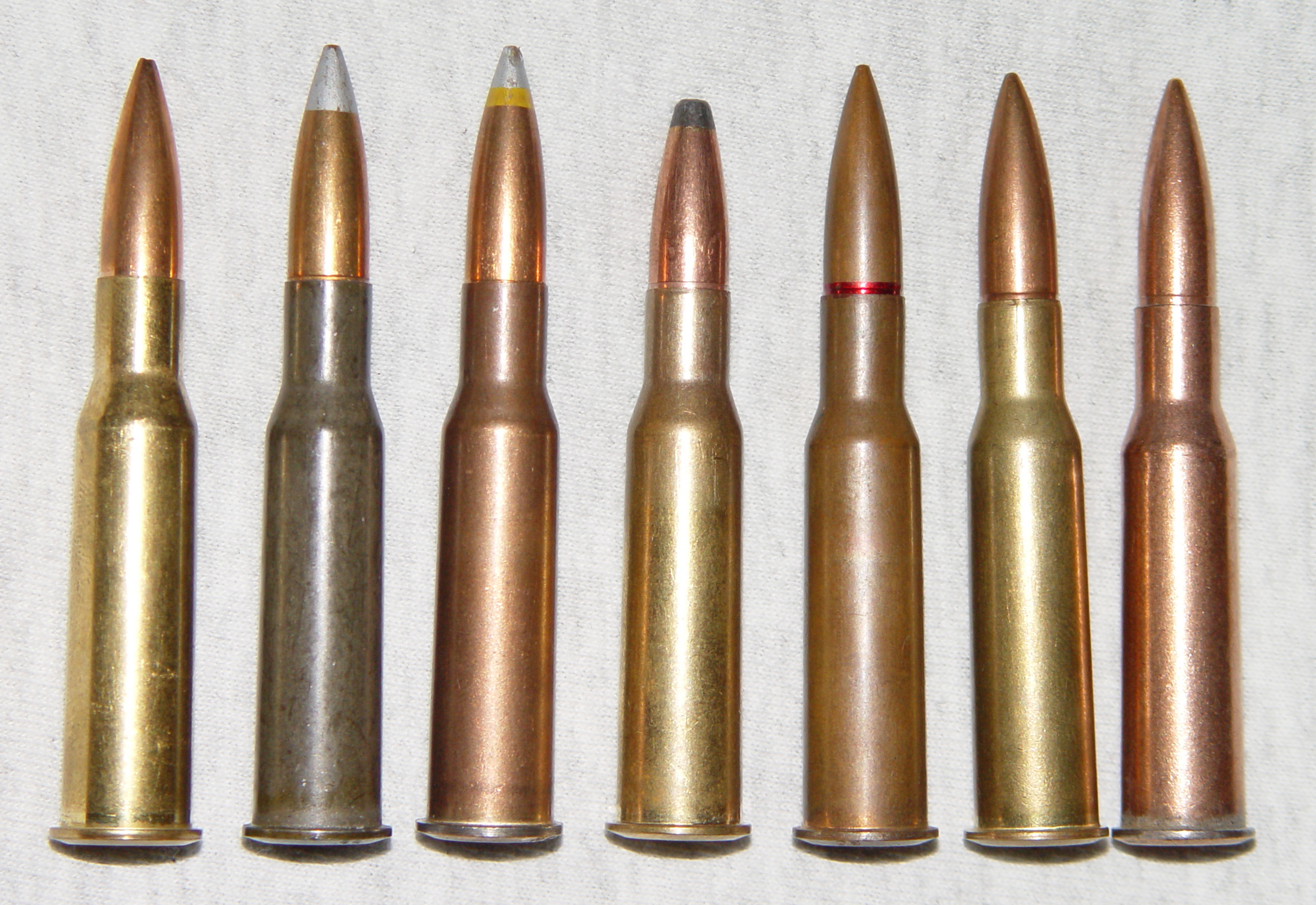
Exemplos de cartuchos 7,62×54mmR (da esquerda para a direita):
• Um ponta oca "boat tail" da Sellier & Bellot.
• Um "ponta de prata" de núcleo macio/leve tcheco.
• Um "ponta de prata/amarela" de núcleo macio/pesado húngaro.
• Um ponta macia "Gold" da Wolf Ammunition.
• Um ponta macia de aço soviético de 1986 (fábrica 60).USSR 1986
• Um cartucho de excedente iugoslavo de 1953.
• Um ponta macia de chumbo soviético da década de 1940.USSR 1940s

## Características
O 7,62×54mmR continua sendo um dos poucos cartuchos de uso padrão com aro em uso militar e tem uma das mais longas vidas úteis de qualquer cartucho militar no mundo. O modelo americano Winchester 1895 também foi adaptado para este cartucho por um contrato com o governo russo. O 7,62×54mmR ainda está em uso pelos militares russos
Originalmente, o cartucho foi designado como "Трехлинейный патрон образца 1891 года" - (modelo de cartucho de três linhas de 1891). Em seguida, tornou-se amplamente conhecido sob a designação "7,62мм винтовочный патрон" (cartucho de rifle de 7,62 mm). O 7,62×54mmR passou a ser erroneamente conhecido como "7,62 mm russo" (e ainda é frequentemente referido como tal coloquialmente), mas, de acordo com os padrões, o "R" na designação (7,62 × 54 mmR) significa "com aro", em linha com o padrão C.I.P. de designações. O nome é às vezes confundido com o cartucho "7,62 soviético", que se refere ao cartucho sem aro de 7,62x39mm usado nos rifles SKS e AK (AK-47, AK-15, e AEK-973).

## Dimensões do cartucho
Dimensões máximas do cartucho 7,62×54mmR segundo o C.I.P., todos os tamanhos em milímetros (mm).

## Derivados

### URSS/Rússia
- 6,5×54mmR de calibre reduzido.[6]
- 9×53mmR cartucho de caça.
- 9,6×53mmR Lancaster cartucho de caça.[7]

### Finlândia
- 7,62×53mmR cartucho militar.
- 8,2×53mmR cartucho de caça.[8]
- 9,3×53mmR cartucho de caça.[9]